# Jurisdição aduaneira
A jurisdição aduaneira é o poder atribuído à autoridade aduaneira para que se faça cumprir a administração das atividades e a fiscalização, bem como o controle e a tributação das operações de comércio exterior. Refere-se também à área geográfica de jurisdição da aduana de um país.
No Brasil, a jurisdição aduaneira estende-se por todo o território aduaneiro, abrangendo:
- a zona primária, constituída pelas seguintes áreas demarcadas pela autoridade aduaneira local:
  - a área terrestre ou aquática, contínua ou descontínua, nos portos alfandegados;
  - a área terrestre, nos aeroportos alfandegados;
  - a área terrestre, que compreende os pontos de fronteira alfandegados.
- a zona secundária, que compreende a parte restante do território aduaneiro, nela incluídas as águas territoriais e o espaço aéreo.
- as Áreas de Controle Integrado criadas em regiões limítrofes dos países integrantes do Mercosul com o Brasil (no caso das ACIs, a jurisdição da autoridade aduaneira vai além das fronteiras do território nacional).